# Soleto
Soleto es una localidad italiana de la provincia de Lecce, región de Puglia, con 5.590 habitantes.

## Evolución demográfica
| Gráfica de evolución demográfica de Soleto entre 1861 y 2001 |
|                                                              |
| Fuente ISTAT - elaboración gráfica de Wikipedia              |